# Küss Dich Reich
Küss dich reich ist ein deutscher Fernsehfilm aus dem Jahr 2010. Die am 23. März 2010 im Sat.1 zum ersten Mal ausgestrahlte Liebes-Komödie wurde von 3,01 Millionen Zuschauer gesehen, was einem Marktanteil von 9,4 Prozent entsprach. Produziert wurde der Film von Producers at Work.

## Handlung
Mia Westphal ist Ressortleiterin des Lifestyle-Magazins „nana“. Sie hofft, bald Chefredakteurin zu werden. Stattdessen setzt man ihr ihren Ex-Freund Edgar Schnell vor die Nase. Eine letzte Chance bleibt Westphal, falls sie während der Probezeit die bessere Schlagzeile liefern kann. Als sie bei der Recherche der Zeitung eine Kleinanzeige findet, in der ein Mann derjenigen Frau, die ihn heiratet und Kinder zur Welt bringt, verspricht, eine Million Euro zu bezahlen, glaubt sie die richtige Geschichte gefunden zu haben. Als feministisch erzogene Frau will sie es sich nicht bieten lassen, dass Frauen zur Ware reduziert werden. Vielmehr möchte sie den Mann nun selbst inkognito vorführen. Unglücklicherweise ist der angeblich reiche Max Marko gar kein Millionär. Er ist der Journalist Stanislav Markowich, der unbedingt seinerseits eine Geschichte braucht, um seinen Job nicht zu verlieren.
Im Kampf der Verlage und konkurrierender Mitarbeiter kommt es zu einigen Turbulenzen und amüsanten Unstimmigkeiten, jedoch schafft es Stanislav mit einem Heiratsantrag, einem wertvollen Verlobungsring und einem außergewöhnlichen Kuss das Herz von Mia zu gewinnen. Als das Lügengebäude zusammenbricht, gewinnt „nana“, macht Mia zur Chefredakteurin und veröffentlicht die Story, der sogar ein Bestsellerbuch folgt. Stanislav hingegen wird aufgrund der Blamage gefeuert.
Später fliegt Mia in den Urlaub nach Indien um ihren großen Herzschmerz und ihre Wut auf Stanislav zu vergessen, aber sie begegnet ihm überraschenderweise im Flugzeug. Obwohl sie ausrastet, gelingt es Stanislav sie mit einer Wiederholung des besonderen Kusses von seiner echten tiefen Liebe zu ihr zu überzeugen.

## Kritiken
Für den Filmdienst war Küss Dich reich eine „romantische Verwechslungskomödie um Käuflichkeit, beruflichen Ehrgeiz und die Liebe auf den zweiten Blick.“
Die Fernsehzeitschrift Prisma schrieb: „Regisseur Dominic Müller […] inszenierte nach dem Buch von Aglef Püschel […] und Wiebke Jaspersen […] diese nicht sonderlich originelle und überdies nicht gerade realitätsnahe Komödie, die er ganz auf das durchaus überzeugende Spiel des Hauptdarsteller-Duos Felicitas Woll und Kai Schumann […] ausrichtete. Immerhin zünden einige der genre-typischen Gags.“
Josef Nyary von der B.Z. meinte lobend: „Story zum Schlapplachen, Dialoge wie aus dem Gag-MG, herzerwärmendes Happy-end - die SAT.1-Komödie Küss dich reich war der perfekte Start in den Frühling!“